# Ermita del Calvario (Fernán Núñez)
La ermita del Calvario es un templo católico situado en el municipio español de Fernán Núñez, en la provincia de Córdoba. Está ubicada sobre un montículo al comienzo de la antigua Colada del Pozuelo, que actualmente se corresponde con la carretera de San Sebastián de los Ballesteros. Su fundación se atribuye a Francisco Gutiérrez de los Ríos y a una familia de la localidad, los Arroyo, quienes contribuyeron económicamente a levantarla, en 1721.

## Historia y descripción
Su fundación fue para conmemorar la aparición en las proximidades de Santa Marina de Aguas Santas en el siglo XIV, hecho ya conmemorado por la Cruz de los Desamparados y, por otra parte, para la celebración de los actos religiosos en honor de la Santa Cruz y la advocación del Santísimo Cristo de la Expiración. De ella partía, siglos atrás, la procesión el día de la patrona y se cree que este momento fue retratado por Goya en su cuadro "Procesión de Aldea" de 1787. 
Presenta tres naves separadas por arcos, dos laterales pequeñas y una central mayor. En los laterales se encuentran pequeños altares como el de Santa Gema de Galgani y el de San Isidro Labrador. En el altar central se encuentra la imagen del Cristo de la Humildad y María Santísima del Tránsito, ambas son tallas anónimas del siglo XVIII. Presenta una espadaña con una campana que todos los días toca a las 9 de la mañana y a las 9 de la noche. 
Esta ermita acoge la imagen de San Isidro y de la copatrona de Fernán Núñez, María Santísima del Tránsito. El primer miércoles de cada mes se oficia una misa en ella. Sin embargo la ermita actual es consecuencia de una restauración llevada a cabo en la década de 1970 debido a un incendio y el hundimiento de una parte, y de una más reciente que cambió por completo su aspecto y del entorno, produciendo una pérdida de su armonía.